# Dolichuranus
Dolichuranus és un gènere de teràpsids dicinodonts que visqueren al Triàsic mitjà en allò que avui en dia és Àfrica.